# Galumna planiclava
Galumna planiclava är en kvalsterart som beskrevs av Hammer 1973. Galumna planiclava ingår i släktet Galumna och familjen Galumnidae.

## Underarter
Arten delas in i följande underarter:
- G. p. planiclava
- G. p. ishigakiensis